# Makah

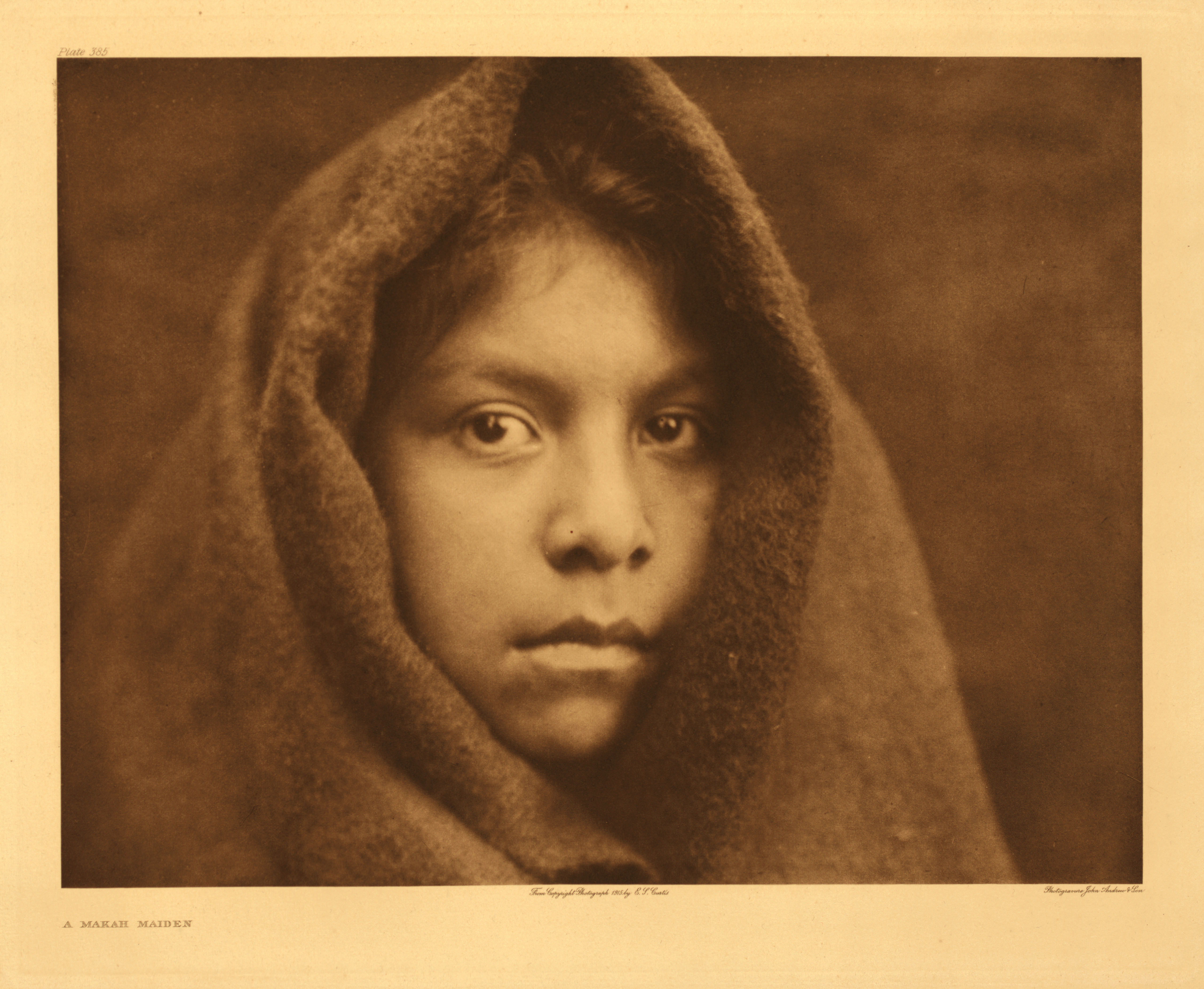
Una joven makah, Edward Curtis,1916.

Los makah son una fracción del pueblo Nuu-chah-nulth, amerindios norteamericanos de lengua wakash, reconocida como tribu independiente por el gobierno de los EE. UU. Tienen una reserva en el Estado de Washington, entre Neah Bay y el estrecho de Juan de Fuca, y según el censo de 2000 son 2.488 individuos.
En enero de 1855 firmaron un tratado con el gobierno estadounidense por el cual se les concedía la reserva actual. De esta manera, quedarían separados políticamente de los otros Nuu-chah-nulth, aunque cultural y lingüísticamente sean prácticamente iguales. 